# Введенский канал
Введе́нский кана́л — проезд в Адмиралтейском районе Санкт-Петербурга. Проходит от набережной реки Фонтанки до набережной Обводного канала.

## История
На плане 1798 года на этом месте, на участке от Загородного проспекта почти до Обводного канала, была обозначена 7-я улица — в соответствии с иногда применявшейся нумерацией проездов в слободе Семёновского полка (в порядке, обратном нумерации рот).
В 1807—1810 годах здесь, от реки Фонтанки к Обводному каналу, был прорыт канал по проекту, разработанному инженером Ф. И. Герардом в 1804 году. Своё название — Введенский — канал получил по Введенскому собору лейб-гвардии Семёновского полка, который находился на территории Введенского сада на Загородном проспекте напротив Витебского вокзала. Параллельно существовали названия-варианты: Новый канал (1812), Семёновский канал (1835).
Канал использовался в нуждах судоходства, водозабора, затем как сточный коллектор.
Через Введенский канал было перекинуто четыре моста:
- Егерский мост — по набережной Обводного канала;
- Введенский мост — по Загородного проспекту;
- мост-теплопровод — напротив ЭС-3;
- Александровский мост — по набережной реки Фонтанки.

С 1836 года вдоль канала проходили параллельные проезды, которые носили название набережная Введе́нского канала. 10 сентября 1935 года канал был переименован в Витебский, а набережная — в набережную Ви́тебского канала — в связи с переименованием самого канала.
В 1965—1971 годах канал был засыпан, мосты через него разобраны, а по бывшей трассе канала проложена улица. Она первое время носила название улицы Витебского Канала. 29 декабря 1980 года ее переименовали во Введенский канал.
В 2000-х годах на Введенском канале вдоль Витебского вокзала были построены два павильона торгового комплекса «Витебский».[значимость факта?] В 2018 году оба павильона снесли, а в 2022 году на их месте разбили сквер с арт-объектом — часами.[значимость факта?]

## Застройка
- № 4 — бизнес-центр Renaissance Fontanka (до 1917; 2019). Прежде здесь стояли два дореволюционных здания. В 2016 году было снесено одно из них — 4, литера В. Впоследствии это здание воссоздали, оба здания объединили с новым дворовым объемом[7].
- № 18 — нежилое здание (2003[8])
- № 24 — нежилое здание (1986[8])